# Coletes
Les coletes o el lepidi campestre també anomenat morritort de camp o morritort silveste (Lepidium campestre) és una espècie de planta herbàcia anual comuna en Nord-amèrica i a Europa, pertanyent al gènere Lepidium inclòs en la família Brassicaceae o família de les plantes de la mostassa. És una planta anual o biennal que pot atènyer entre 20 i 60 cm. Floreix d'abril a juny.